# Wilson (hrabstwo Niagara)
Wilson – wieś w Stanach Zjednoczonych, w stanie Nowy Jork, w hrabstwie Niagara.